# Koroshiya-san
Koroshiya-san (殺し屋さん?, Koroshiya-san, lett. "Il signor assassino") è una serie manga yonkoma ideata da Masahide Ichijo e corredata dai disegni di Chiku. Nel 2013 l'opera è stata adattata in serie anime dallo studio OperaHouse, su regia di Ai Ikegaya.

## Trama
Ryuchi Sasaki è uno dei sicari professionisti più di successo del Giappone, nonostante la sua abilità, la maniacale precisione che lo accompagna nel portare a termine qualsiasi compito, lo porta spesso a prendere troppo alla lettera il proprio mestiere ed accettare così il compito di assassino di uomini, come di sterminatore di compiti scolastici o infaticabile nemico della sporcizia domestica. Accanto a lui si muovono le figure altrettanto comiche del suo giovane ed orfano allievo, la vendicativa ragazza che cerca giustizia per la morte del padre e le forze dell'ordine spesso incompetenti.

## Personaggi
Ryuichi Sasaki (佐々木竜一?, Sasaki Ryūichi)
Doppiato da Takahiro Sakurai
Allievo (弟子?, Deshi)
Doppiato da Aki Kanada
La ragazza che vendica il padre (父の仇女?, Chichi no kyū Onna)
Doppiata da Saki Fujita
Ispettore (デカ長?, Deka-chō)
Doppiato da Toru Ohkawa
Goro (ゴロー?, Gorō)
Doppiato da Keiji Fujiwara
Il segugio della polizia, spesso combattuto fra il dovere lavorativo e le affettuosità profusegli dall'assassino.

## Anime
- Sigla di apertura: the end di Mix Speaker's,Inc.[2]